# Xã đặc quyền Green, Michigan
Xã Green (tiếng Anh: Green Township) là một xã thuộc quận Mecosta, tiểu bang Michigan, Hoa Kỳ. Năm 2010, dân số của xã này là 3.292 người.